# متلازمة السرج الخالي
متلازمة السرجِ الخالي وتسمى أيضًا متلازمة ضمور الغدة النخامية أو متلازمة الكرسي الفارغ أو متلازمة السرج الفارغ وهي تركيب عظمي في قاعدة الدماغ الذي يحوي الغدة النخامية ويحيط ويحمي الغدة النخامية.حيث يكون السرج في هذه المتلازمة، مكان الغدة النخامية واسع بينما تكون الغدة في حجمها الطبيعي أو أصغر.

## السبب
يعود سبب نشؤ متلازمة السرج الخالي أو الفارغ، إلى خلل في الحاجز النسيجي الذي يحمي السائل النخاعي حول المخ بعيداً عن السرج التركي.حيث يحدث ال إي إس إس الأساسي عندما يوجد عيب تشريحي صغير فوق زيادات الغدة النخامية وتضغط في السرجِ الفارغ وتسبب تسطح الغدة على طول جدران التجويف الداخلي للسرجِ الفارغ.وايضاً ترتبط متلازمة إي إس إس بالسمنة وارتفاع ضغط الدم عند النساء.وقد تحدث الحالة بعد جراحة الغدة النخامية، أو علاج بالأشعة، أوإحتشاء ورم الغدة.

## الأعراض
أعراض هذه المتلازمة تؤدي أحياناً إلى ارتفاع في ضغط السائل داخل الجمجمة والغدة النخامية.بالاضافة إلى توقف الحيض، عقم، إعياء، توتر وعدم تحمل الحر والعدوى.
والأعراض عندالأطفال تتميز، في أنها قد ترتبط بالبداية المبكرة من سن البلوغ، في نقص هرمون النمو، أورام نخامية، أَو ضرر في الغدة النخامية. وقد لا يكون هناك أي أعراض للمتلازمة، وربما يكون الصداع هو العرض الوحيد، أو ارتفاع ضغط الدم، وفي حالات نادرة يكون هناك انصباب للسائل الشوكي النخاعي من الأنف ومشاكل في الرؤيا.

## التشخيص
يكون تشخيص متلازمة السرج الخالي بواسطة الأشعة المقطعية، أو الرنين المغناطيسي، كما يجب فحص وظيفة الغدة النخامية.

## العلاج
يكون العلاج حسب الحالة وتقدمها، ويتوقف عند ازدياد أو قل إنتاج الغدة النخامية.وعلاج الأعراض المصاحبة، قد تكون هناك حاجة إلى عملية جراحية.

## روابط خارجية
- emptysella على موقع المعهد الوطني للاضطرابات العصبية والسكتة الدماغية (NINDS)